# جون إيشيكاوا (كاتب)
جون إيشيكاوا (باليابانية: 石川淳)‏ (7 مارس 1899 في أساكوسا - 29 ديسمبر 1987 في طوكيو (اليابان)) لغوي، وشاعر، وروائي، وكاتب، ومترجم من اليابان.

## الجوائز
- جائزة أكوتاغاوا[7]